# Benzouh
Benzouh là một đô thị thuộc tỉnh Msila, Algérie. Dân số thời điểm năm 2002 là 4.197 người.